# Edvard 6. af England
Edvard 6. af England (12. oktober 1537 – 6. juli 1553) var konge af England og Irland fra 28. januar 1547 og til sin død i 1553. Han blev kronet den 20. februar 1547.
Som søn af  Henrik 8. og Jane Seymour var Edvard den tredje monark af Tudordynastiet og Englands første protestantiske regent. I hele Edvards tid som konge blev riget regeret af en formynderregering, fordi han aldrig nåede myndighedsalderen. 

## Tidligt liv
Edvard blev født den 12. oktober 1537 på Hampton Court Palace i Richmond upon Thames. Han var søn af kong Henrik 8. og Jane Seymour, der var Henriks tredje kone, og som døde tolv dage efter fødslen af barselfeber. Kongen blev dybt oprørt over dronningens død. Han beskrev hende som sin eneste sande kone, da hun var den eneste, der havde skænket ham en søn. 
Edvard fik titlen hertug af Cornwall allerede fra fødslen og blev prins af Wales nogle dage senere. Henrik stod for den tidlige pleje af sin søn og valgte selv guvernanter til ham. Blandt de mest kendte var "lady mistress," lady Brian.
Kongen var særdeles glad, da en mandlig arving blev født. Hans tidligere koner havde hver født en datter, og efter ægteskabernes opløsning havde de to piger mistet arveretten til den engelske trone. Alligevel blev de genindsat i arvefølgen af Edvard.

## Regeringstid
I hele Edvards tid som konge blev riget regeret af en formynderregering, fordi han aldrig nåede myndighedsalderen. Regeringen blev fra 1547 til 1549 ledet af hans morbror, Edward Seymour, 1. hertug af Somerset, og fra 1550 til 1553 af  John Dudley, 1. jarl af Warwick, der i 1551 blev 1. hertug af Northumberland.
Edvards regeringsperiode var præget af økonomiske problemer, militær tilbagetrækning fra Skotland og Boulogne-sur-Mer og sociale uroligheder, der i 1549 brød ud i egentlige optøjer og oprør. Det var også i løbet af Edvards regeringstid, at den anglikanske kirke blev omformet til en egentlig protestantisk kirke.
Henrik 8. havde brudt forbindelsen mellem den engelske kirke og pavestolen, og i løbet af Edvards regeringstid blev protestantismen for første gang etableret i England med reformer som ophævelsen af cølibat for præster og latinsk messe og indførelse af gudstjenester på engelsk. Arkitekten bag disse reformer var ærkebiskoppen af Canterbury, Thomas Cranmer.
Da Edvard blev dødeligt syg i 1553, optegnede han sammen med formynderregeringen et dokument for arvefølgen, "Devise for the Succession", i et forsøg på at undgå et katolsk angreb på den protestantiske reformation. Edvard udnævnte sin kusine, lady Jane Grey, som sin tronarving og ekskluderede sine to halvsøstre, den katolske Maria og den moderate protestant Elisabeth. Ved Edvards død som 15-årig blev der stillet spørgsmålstegn ved arvefølgen. Jane overlevede kun 9 dage som dronning, før det katolske parti udråbte Maria til dronning. I flere områder af landet var der folkelig opstand til støtte for Marias kandidatur. Som dronning gik Maria i gang med at omgøre Edvards protestantiske reformer, men Elisabeths nye kirkeordning i 1559, The Elizabethan Settlement, kom til at sikre hans protestantiske overlevering.

## Fodnoter
1. ↑  Henrik 8. havde erstattet betegnelsen "Lord of Ireland" med "King of Ireland" i 1541. Edvard opretholdt også det engelske krav på den franske krone, men regerede ikke i Frankrig. Se Scarisbrick 1971, s. 548–49 og Lydon 1998, s. 119.
2. ↑  Artiklen følger et flertal af historikere, der bruger betegnelsen "protestantisk" for den engelske kirke som den så ud ved slutningen af Edvards regeringsperiode. Et mindretal foretrækker betegnelsen "evangelisk" eller "ny". Iflg. dette mindretal, som udtrykt af Diarmaid MacCulloch, er det "prematurt at bruge betegnelsen 'Protestant' på den engelske reformbevægelse i Henrik 8.'s og Edvard 6.'s regeringsperioder, selv om dens motiver var nært forbundne med de ting, der skete i Centraleuropa. En betegnelse som "evangelisk" vil være mere i overensstemmelse med perioden, og dette ord blev benyttet i perioden i forskellige sammenhænge." MacCulloch 2002, s. 2